# Ammotrechidae
Ammotrechidae  (лат.) — семейство паукообразных из отряда фаланги (Solifugae). Около 80 видов. Встречаются в Северной, Центральной и Южной Америке. Известен один ископаемый вид из Доминиканского янтаря (миоцен) (Happlodontus proterus Poinar & Samtiago Blay, 1989).

## Систематика
Семейство включает около 20 родов и 80 видов:
- Ammotrechinae Roewer, 1934
  - Ammotrecha Banks, 1900
  - Ammotrechella Roewer, 1934
  - Ammotrechesta Roewer, 1934
  - Ammotrechinus Roewer, 1934
  - Ammotrechona Roewer, 1934
  - Ammotrechula Roewer, 1934
  - Antillotrecha Armas, 1994
  - Campostrecha Mello Leitao, 1937
  - Dasycleobis Mello Leitao, 1940
  - Neocleobis Roewer, 1934
  - Pseudocleobis Pocock, 1900
- Mortolinae Mello-Leitao, 1938
  - Mortola Mello Leitao, 1938
- Nothopuginae Maury, 1976
  - Nothopuga Maury, 1976
- Oltacolinae Rower, 1934
  - Oltacola Roewer, 1934
- Saronominae Roewer, 1954
  - Branchia Muma, 1951
  - Chinchippus Chamberlin, 1920
  - Innesa Roewer, 1934
  - Procleobis Kraepelin, 1899
  - Saronomus Kraepelin, 1900
- incertae sedis
  - Chileotrecha Maury, 1987 — 1 вид, Чили
  - Eutrecha Maury, 1982 — 1 вид, Венесуэла
  - Xenotrecha Maury, 1982 — 1 вид, Венесуэла
  - †Happlodontus Poinar & Santiago-Blay, 1989 — Миоцен
    - †Happlodontus proterus Poinar & Samtiago Blay, 1989